# قنطورس ایکس-۴
قنطورس ایکس-۴ یک ستاره است که در صورت فلکی قنطورس قرار دارد.